# Nouvion-sur-Meuse
Nouvion-sur-Meuse é uma comuna francesa na região administrativa de Grande Leste, no departamento das Ardenas. Estende-se por uma área de 9,06 km². Em 2010 a comuna tinha 2 283 habitantes (densidade: 252 hab./km²).